# Suore missionarie dei Sacri Cuori di Gesù e Maria
Le Suore Missionarie dei Sacri Cuori di Gesù e Maria sono un istituto religioso femminile di diritto pontificio: le suore di questa congregazione pospongono al loro nome le sigla SS.CC.

## Storia
La congregazione trae origine dalla pia unione delle Serve infime dei Sacri Cuori, fondata a Lanciano il 6 marzo 1880 da don Lorenzo Lisio, con l'aiuto di Maria Domenica Rosati, e approvata da Francesco Maria Petrarca, arcivescovo di Lanciano, il 15 giugno 1882.
Nel 1886 due religiose della pia unione, Rosa Rosati e Rosa D'Ovidio, si stabilirono a Roma e vi fondarono una filiale: per volere di papa Leone XIII nel 1888 la comunità romana venne staccata dalla congregazione di Lanciano (che venne soppressa) e venne posta alle dirette dipendenze del cardinal vicario Lucido Maria Parocchi, che nel 1898 diede alle suore dei nuovi regolamenti.
La prima filiale venne aperta a Pola nel 1897 ma fu dopo il capitolo generale del 1920 che l'istituto conobbe la sua maggiore diffusione; nel 1963 le suore aprirono la loro prima missione in Brasile.
La congregazione ricevette il pontificio decreto di lode il 20 marzo 1975 ma, a causa delle agitazioni dei primi anni, nella presentazione della storia dell'istituto se ne attribuì la fondazione a Rosa Rosati e Rosa D'Ovidio, senza menzionare le origini lancianesi della congregazione.

## Attività e diffusione
Le finalità della congregazione sono la catechesi e l'educazione della gioventù, l'assistenza agli infermi, sia in cliniche che a domicilio, e la propagazione della devozione ai Sacri Cuori di Gesù e Maria.
Oltre che in Italia, sono presenti in Brasile, Corea del Sud, Guatemala e Tanzania; la sede generalizia è in via del Trullo a Roma.
Alla fine del 2008 la congregazione contava 168 religiose in 19 case.